# Канагліфлозин
Канагліфлозин (англ. Canagliflozin, лат. Canagliflozinum) — синтетичний таблетований цукрознижуючий лікарський засіб для прийому всередину, який застосовується для лікування цукрового діабету другого типу. Препарат початково розроблений у лабораторії японської компанії «Mitsubishi Tanabe Pharma», подальшу розробку та маркетинг препарату проводить компанія «Janssen Pharmaceutica» як підрозділ корпорації «Johnson & Johnson».

## Фармакологічні властивості
Канагліфлозин — синтетичний препарат, що відноситься до групи гліфлозинів. Механізм дії препарату полягає в інгібуванні натрійзалежного котранспортера глюкози 2-го типу, що призводить до зниження реабсорбції глюкози з клубочкового фільтрату в канальцях нирок, наслідком чого є збільшення виведення глюкози, а також і натрію з сечею, що призводить до зниження концентрації глюкози в крові. У 2013 році канагліфлозин був уперше схвалений для лікування цукрового діабету другого типу. Проте пізніше було встановлено, що застосування препарату сприяє зменшенню смертності та зниженню частоти госпіталізацій у хворих із хронічною серцевою недостатністю, зокрема у хворих із зниженою фракцією викиду, що призвело до збільшення показів до застосування препарату, зокрема схвалено його застосування у хворих із хронічною серцевою недостатністю. Щоправда, канагліфлозин в ефективності зменшенню кількості госпіталізацій і смертності від серцево-судинних захворювань поступається емпагліфлозину. Із негативних наслідків застосування канагліфлозину, як і інших препаратів групи гліфлозинів, відзначається збільшення ризику ампутації кінцівок.

### Фармакокінетика
Канагліфлозин швидко та добре всмоктується після перорального застосування біодоступність препарату становить 65 %. Максимальна концентрація препарату в крові досягається протягом 1—2 годин. Канагліфлозин практично повністю (на 99 %) зв'язується з білками плазми крові. Метаболізується препарат у печінці з утворенням кількох метаболітів, які не мають цукрознижуючих властивостей. Виводиться канагліфлозин із організму переважно з калом у незміненому вигляді (51,5 %), частково препарат виводиться з сечею (54 %) у вигляді метаболітів. Період напіввиведення препарату складає 10,6—13,1 годин, та може незначно збільшуватися при порушеннях функції печінки або нирок.

## Покази до застосування
Канагліфлозин застосовують при цукровому діабеті II типу як самостійний препарат, так і в комбінації з іншими цукрознижуючими препаратами.

## Побічна дія
При застосуванні канагліфлозину найчастішими побічними ефектами були гіпоглікемія, частіше в комбінації з іншими пероральними цукрознижуючими засобами, та зменшення об'єму міжклітинної рідини. Частими побічними ефектами препарату є інфеції сечових шляхів та сечостатевих органів, включно з кандидозом, свербіж шкіри, шкірний висип, підвищена спрага, нудота, запор, збільшення виділення сечі, алергічні реакції.

## Протипокази
Канагліфлозин протипоказаний при підвищеній чутливості до препарату та важких порушеннях футкції нирок. Застосування препарату не рекомендовано при вагітності та годуванні грудьми, а також особам молодшим 18 років.

## Форми випуску
Канагліфлозин випускається у вигляді таблеток по 0,1 і 0,3 г. Препарат також випускається у вигляді комбінації з метформіном.